# Manuel Ortega (politicus)
Manuel C. Ortega (Bauang, 7 augustus 1945) is een Filipijns politicus. Ortega werd bij de verkiezingen van 2007 gekozen als gouverneur van de provincie La Union.

## Biografie
Manuel Ortega werd geboren in Bauang in de provincie La Union. In 1976 behaalde Ortega een Bachelor-diploma commercie aan de University of Santo Tomas. Daarnaast behaalde hij een Master-diploma National Security Administration (MNSA) aan de National Defense College of the Philippines.
Na diverse banen in het bedrijfsleven, begon Ortega’s politieke carrière in 1988 toen hij gekozen werd als burgemeester van de gemeente San Fernando. Ortega zou drie maal herkozen worden. Aan het eind van zijn laatste termijn werd San Fernando een stad. Tijdens de tien jaar als burgemeester van San Fernando waren zijn speerpunten het bevorderen van orde in de stad, het stimuleren van de sociaal-economische ontwikkeling en het leefbaarder en groener maken van de stad
In 1998 werd Ortega gekozen als afgevaardigde van het eerste kiesdistrict van La Union als opvolger van zijn broer Victor Ortega. In 2001 en 2004 werd hij herkozen als lid van het Filipijnse Huis van Afgevaardigden. In 2007, na zijn derde en daardoor laatste termijn als afgevaardigde werd hij gekozen als gouverneur van zijn geboorte provincie La Union. Zijn voorganger op deze positie was opnieuw zijn broer Victor. Bij de verkiezingen van 2010 en die van 2013 werd Ortega herkozen.
Ortega is getrouwd met Geraldine Ramos-Ortega. Samen hebben ze zeven kinderen gekregen.